# James Charles
James Charles Dickinson (Bethlehem, 23 de maio de 1999), é um influenciador digital, youtuber e maquiador norte-americano.

## Início de vida e carreira
James Charles nasceu em Bethlehem, Nova Iorque. Ele se formou na Bethlehem Central High School em junho de 2017. 
James Charles é reconhecido pelo seu canal no YouTube, iniciado em 2015, com 24,4 milhões de inscritos. O canal tem mais de 3,5 bilhões de visualizações. Em maio de 2019, após uma discussão pública com o YouTuber e a maquiadora Tati Westbrook, ele perdeu mais de um milhão de inscritos em 24 horas, durante um total de uma semana mais de 2,5 milhões de assinantes.
Atualmente, ele possui mais de 24 milhões de seguidores no Instagram. Ele regularmente publica fotos de sua maquiagem em sua conta.
Em 2018, ele anunciou uma colaboração com a marca Morphe, com a qual publicou uma paleta de sombras com 39 cores diferentes. 
Ele é o primeiro embaixador de marca masculina da marca CoverGirl.
Charles já publicou vídeos com a Kesha, Kylie Jenner, Jeffree Star, Charli D'Amelio, Addison Rae e Joey Graceffa.
Seu patrimônio líquido é estimado em US$ 12 milhões.

## Prêmios e indicações
| Prêmio                 | Ano  | Categoria                           | Indicação          | Resultado | Ref.   |
| ---------------------- | ---- | ----------------------------------- | ------------------ | --------- | ------ |
| Kids' Choice Awards    | 2021 | Estrela Masculina das Redes Sociais | Ele mesmo          | Venceu    | [ 7 ]  |
| People's Choice Awards | 2018 | Influenciador de Moda               | Ele mesmo          | Venceu    | [ 8 ]  |
| People's Choice Awards | 2019 | Influenciador de Moda               | Ele mesmo          | Indicado  | [ 9 ]  |
| People's Choice Awards | 2020 | Influenciador de Moda               | Ele mesmo          | Venceu    | [ 10 ] |
| Shorty Awards          | 2017 | YouTuber Revelação                  | Ele mesmo          | Venceu    | [ 11 ] |
| Shorty Awards          | 2019 | YouTuber do Ano                     | Ele mesmo          | Indicado  | [ 12 ] |
| Streamy Awards         | 2018 | Beleza                              | Ele mesmo          | Venceu    | [ 13 ] |
| Streamy Awards         | 2019 | Beleza                              | Ele mesmo          | Indicado  | [ 14 ] |
| Streamy Awards         | 2020 | Criador do Ano                      | Ele mesmo          | Indicado  | [ 15 ] |
| Streamy Awards         | 2020 | Show do Ano                         | Instant Influencer | Venceu    | [ 15 ] |
| Teen Choice Awards     | 2018 | Influenciador de Moda/Beleza        | Ele mesmo          | Venceu    | [ 16 ] |
| Teen Choice Awards     | 2019 | Influenciador de Moda/Beleza        | Ele mesmo          | Indicado  | [ 17 ] |